# サリチル酸イソアミル
サリチル酸イソアミル(英: Isoamyl salicylate)は、サリチル酸とイソアミルアルコールとのエステル化合物。ヒメコウジ (ウィンターグリーン、Gaultheria procumbens)から見つかる香料の1つ。